# Ayumi Hara
Ayumi Hara (21 de fevereiro de 1979) é uma futebolista profissional japonesa que atua como meia.

## Carreira
Ayumi Hara fez parte do elenco da Seleção Japonesa de Futebol Feminino, nas Olimpíadas de 2008. 